# Lalish
Lalish (en kurd Laliş, també Lalişa Nûranî, en àrab لالش) és una vall a uns 55 km al nord-nord-est de Mossul, en zona kurda de l'Iraq, centre principal de pelegrinatge dels yazidís. Cada any, del 23 al 30 de setembre/1 d'octubre (23 aylūl a 1 tašrīn) es reuneixen a l'entorn de la tomba del xeic Adí ibn Mussàfir (‘Adī ibn Musāfir al-Umawī, àrab: عدي بن مسافر الاموي, kurd: Şêx Adî) mort el 1162, i a l'entorn de les tombes d'altres sants. Aquest costum fou vist i descrit, que se sàpiga, per primer cop per un europeu per Sir Henry Layarad, el 1849.